# Арена мрака
«Арена мрака», или «Тёмная арена» (англ. The Dark Arena) — первый роман американского писателя Марио Пьюзо, изданный в 1955 году, когда автору было 35 лет.

## Сюжет
Роман представляет собой историю любви американского солдата, Уолтера Моска (англ. Walter Mosca), и немецкой девушки, Геллы (англ. Hella). Действие разворачивается в послевоенной Германии. Книга начинается цитатой из романа Ф. М. Достоевского «Братья Карамазовы» и рассказывает, что происходит с людьми, которые не могут любить.
Главный герой, Уолтер Моска, ветеран Второй мировой войны, вернувшись в США, не находит себе места в американском обществе. Три года войны изменили его, сделали озлобленным и жестоким человеком. Он бросает мать, брата-калеку, невесту и решает вернуться в Германию, чтобы найти там женщину по имени Гелла, которую когда-то любил.
Гелла, недавно родившая и потерявшая их ребёнка, всё ещё любит его и принимает садизм любимого, как и жестокость окружающего её мира. Уолтер снова сходится с ней. Он испытывает страсть к Гелле, заботится о ней, но не любит её. Изначально его целью является заработать достаточно денег, чтобы жениться на Гелле и уехать с ней в США, но он не делает этого, несмотря на то, что у них рождается ещё один ребёнок.
За время пребывания в Германии Уолтер устраивается гражданским сотрудником в американскую оккупационную администрацию и проводит торговые операции на чёрном рынке. Здесь стандартной валютой является не немецкая марка или американский доллар, а американские сигареты. Побеждённые так и воспринимают своих победителей, как временных поставщиков необходимых товаров. И те, и другие находятся в униженном положении. Когда Уолтер чувствует, что ему угрожает разоблачение, он предаёт своего сообщника.
Процесс деградации главного героя усиливается. Он становится наркоманом. Гелла заболевает и умирает от инфекции, не получив необходимого лекарства. Уолтер мстит за смерть любовницы и убивает человека, из-за обмана которого умерла Гелла. В конце он бросает их сына и уходит в подполье.